# Relations entre le Brésil et la France
Les relations entre le Brésil et la France sont des relations internationales s'exerçant entre un État d'Amérique du Sud, la république du Brésil, et un autre principalement européen, la République française. Elles sont structurées par deux ambassades, l'ambassade du Brésil en France et l'ambassade de France au Brésil. Les deux pays partagent une frontière terrestre de 730,4 kilomètres (entre l'État d'Amapá et la Guyane) plus longue frontière terrestre que la France a avec un autre pays.
La France a été l'un des premiers pays européens à avoir reconnu l'indépendance du Brésil en 1825. Le Brésil et la France ont conclu en 2008 un partenariat stratégique. Le Brésil et la France coopèrent dans de nombreux domaines de haute technologie (nucléaire, armement, santé, environnement) et la France soutient les ambitions de puissance du Brésil. Le Brésil est un pays francophile, en effet selon un sondage de BBC World Service en 2013, 50 % des Brésiliens voient l'influence française de façon positive et 19 % de façon négative. 

## Histoire

### La France à la conquête du Nouveau Monde rencontre le Brésil (XVIesiècle)
Au XVIe siècle, le royaume de France cherche à étendre son influence aux Amériques en colonisant Rio (France antarctique) puis le Maranhão (France équinoxiale). Si ces tentatives furent des échecs, elles apportèrent dans le monde lusophone des éléments français, qui devinrent ensuite des jalons de l'identité brésilienne. Les explorateurs français ont produit de nombreux récits sur les Indiens du Brésil, qui nourrirent la philosophie française (Montaigne et Diderot) et la culture brésilienne. 
La frontière entre le Brésil et la France a été fixée lors du traité d'Utrecht en 1713, cependant cette frontière ne fût définitivement reconnu par la France et le Brésil qu'en 1897 à la suite d'un arbitrage de la Suisse. Le problème étant l'identification de la rivière Japock comme dénomé dans le traité d'Utrecht, pour les Portugais puis plus tard les Brésiliens il s'agit de l'Oyapock, pour les Français il s'agit du Rio Araguari. C'est ce que l'on appelle le contesté franco-brésilien. 

### XIXesiècle
En envahissant le Portugal, Napoléon Ier déclencha le processus qui mena à l'indépendance du Brésil en 1822. En 1808 après que la cours portugaise s'est installé à Rio de Janeiro les Anglais poussèrent le régent futur Jean VI à envahir la Guyane française menant à l'occupation de la Guyane par l'armée luso-brésilienne qui durera jusqu'en 1817 conformément à l'occupation de la France décidé lors du congrès de Vienne et en 1817 la Guyane fut rendue à la France. En 1825 le gouvernement de Charles X devenu roi à la suite de la mort de son frère Louis XVIII un an plus tôt reconnait l'indépendance du Brésil et est un des premiers pays européens à le faire. La France devient vite un pays important pour les élites brésiliennes. Lors de la Cabanagem des soldats français vont construire une fortification non loin d'Amapá, découverte quelque années plus tard, elle poussa l'empereur Pierre II et l'empereur Napoléon III à faire de la zone contestée c'est-à-dire l'Amapá une zone franche en vue de négociation pour résoudre les tensions et cela fut vite oublié.  
La France est tellement attirante pour les élites brésiliennes que l'empereur Pierre II dira « Le Brésil est le pays de mon cœur ; la France est le pays de mon intelligence ». Avec la fin de l'empire l'empereur s'exila en France où il mourut deux ans après avoir quitté le Brésil en 1891 à Paris. 
Les officiers de l'armée qui renversèrent l'empire du Brésil en 1889 étaient inspirés par le positivisme, doctrine philosophique qui trouve son origine en France, en la personne d'Auguste Comte. La devise actuelle du Brésil provient également de l'enseignement d'Auguste Comte.

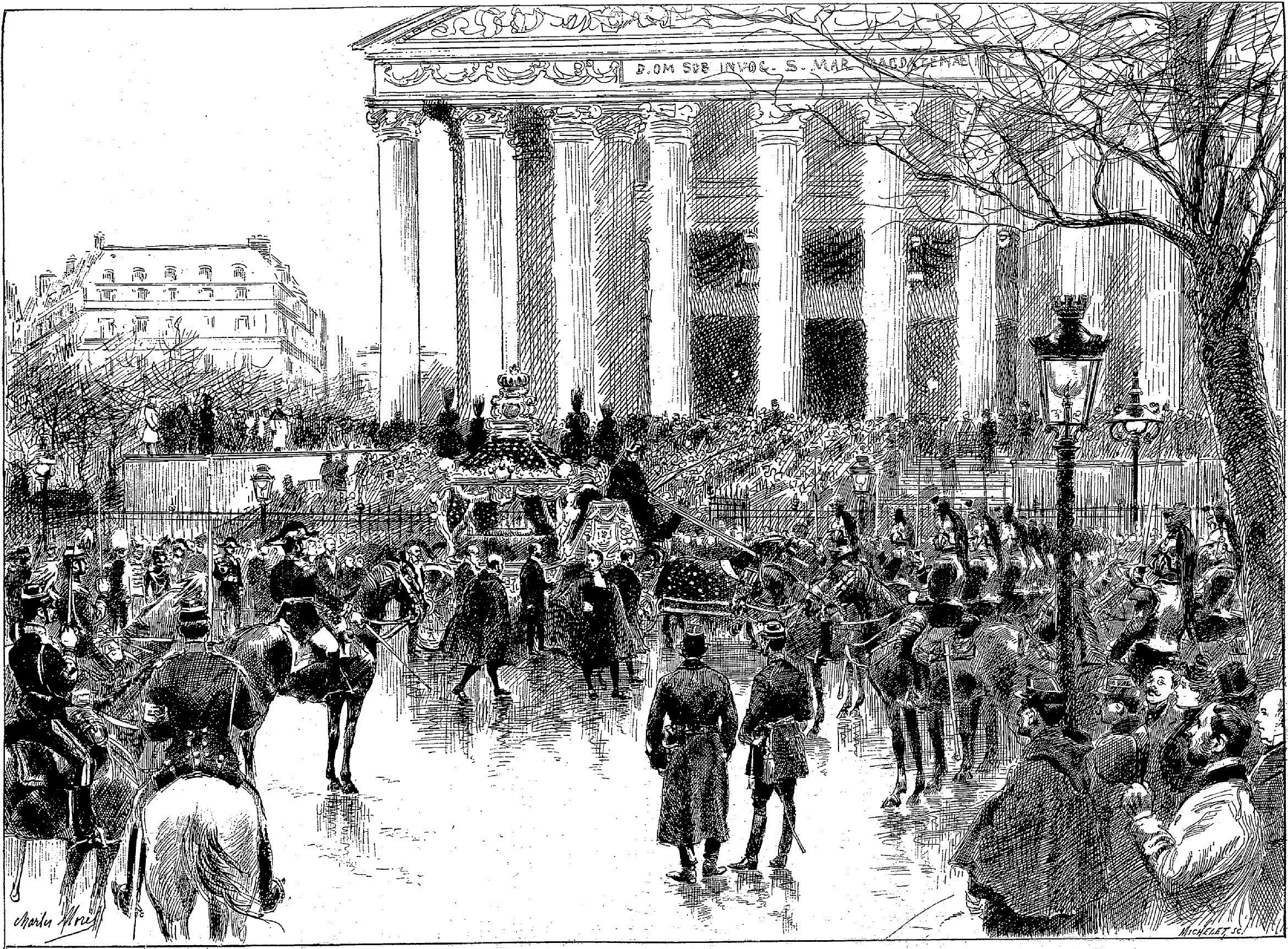
Funérailles de Pierre II, empereur de Brésil (dessin d'après nature, de M. Charles Morel).

En 1894 ou 1893 le conflit frontalier va renaître à causse de la découverte d'or dans le rio Calçoene, cela se transforma en conflit armée quand une canonnière remonta le rio Amapá Grande le 15 mai 1895 avec pour mission d'arrêter Francisco Xavier da Veiga Cabral dit "Cabralzinho" qui avait repoussé l'administration française, cela se finit par plusieurs morts des deux côtés. À la suite de longs pourparlers, un protocole d'arbitrage négocié par Stephen Pichon, ministre plénipotentiaire de France à Rio de Janeiro, fut rédigé le 10 avril 1897, chargeant le président de la Confédération Helvétique de résoudre le différend. L'arbitrage donna gain de cause au Brésil et dont les conclusions furent annoncées le 1er décembre 1900, par le Président suisse, Walter Hauser :
« I — Conformément au sens précis de l'article 8 du Traité d'Utrecht, la rivière Japoc ou Vincent Pinçon est l'Oyapoc qui se jette dans l'océan, immédiatement à l'ouest du cap d'Orange et qui, par son thalweg forme la ligne frontière.
II — À partir de la source principale de cette rivière Oyapoc jusqu'à la frontière hollandaise, la ligne de partage des eaux du bassin des Amazones qui, dans cette région est constituée dans sa presque totalité par la ligne de faîte des monts Tumuc-Humac, forme la limite intérieure. »
Cet arbitrage se fonde sur les travaux de plusieurs géographes, dont les plus décisifs sont ceux des Français Élisée Reclus (dont la Nouvelle Géographie Universelle), jugé plus neutre, et Henri Coudreau.

### Pendant les deux guerres mondiales
Le Brésil et la France combattirent du même côté durant la Première Guerre mondiale puis la Seconde Guerre mondiale.
L'université de Sao Paulo est créée en 1934 et accueille Fernand Braudel, Claude Lévi-Strauss et Roger Bastide.

### Pendant la guerre froide (1948-1985)
Au cours de la guerre froide, le Brésil s'est rapproché de la France, dans le domaine militaire notamment, afin de contrer l'influence américaine.
Entre 1961 et 1963, le Brésil et la France s'opposent dans le conflit de la langouste. Le président Jânio Quadros envisagea même d'envahir la Guyane (opération Cabralzinho).
Sous la dictature militaire au Brésil, entre 1964 et 1985, des Brésiliens se sont exilés en France, y amenant de nouvelles influences.

### Depuis 1985
Durant les présidences d'Emmanuel Macron et de Jair Bolsonaro, les relations politiques entre les deux pays sont marquées par la défiance, le président brésilien reprochant notamment à Paris son « discours moralisateur » et refusant de recevoir en juillet 2019 le ministre français des affaires étrangères, Jean-Yves Le Drian. Le gouvernement français fait pression sur le Brésil pour que le pays respecte son engagement sur la déforestation dans le cadre de l’accord de Paris.
En août 2019, cette défiance réciproque débouche, selon le journal Le Monde, sur « le conflit le plus grave de toute l’histoire de leurs relations bilatérales ». Alors que la presse reporte des incendies géants en Amazonie, Emmanuel Macron accuse le président brésilien d’avoir « menti » sur ses engagements environnementaux. Ce dernier dénonce une « « mentalité colonialiste dépassée au XXIe siècle ». Emmanuel Macron est accusé par son homologue brésilien d'« instrumentaliser un problème interne du Brésil [...] pour ses intérêts politiques personnels ».

## Relations économiques
|                                          | 2003            | 2004            | 2005            | 2006            | 2007            | 2008            | 2009            |
| ---------------------------------------- | --------------- | --------------- | --------------- | --------------- | --------------- | --------------- | --------------- |
| Exportations françaises vers le Brésil   | 1,8 milliard $  | 2,3 milliards $ | 2,7 milliards $ | 2,8 milliards $ | 3,5 milliards $ | 4,7 milliards $ | 3,6 milliards $ |
| Exportations brésiliennes vers la France | 1,7 milliard $  | 2,2 milliards $ | 2,5 milliards $ | 2,7 milliards $ | 3,5 milliards $ | 4,1 milliards $ | 2,9 milliards $ |
| Total échanges bilatéraux                | 3,5 milliards $ | 4,5 milliards $ | 5,2 milliards $ | 5,5 milliards $ | 7 milliards $   | 8,8 milliards $ | 6,5 milliards $ |

Les relations économiques sont intenses. En 2016, la France est le 4e investisseur au Brésil et le 7e fournisseur du Brésil.
En 2019, selon la diplomatie française, près de 1 000 entreprises françaises seraient présentes au Brésil, représentant un demi-million d'emplois. Les investissements directs seraient de l'ordre de 30 milliards d'euros.

## Coopération diplomatique, militaire et transfrontalière
En 2003, la France a invité le Brésil à participer au sommet du G8 à Evian. L'année suivante, les deux puissances participent à la création de la mission de l'ONU en Haiti, lieu d'une coopération dans le domaine humanitaire. 

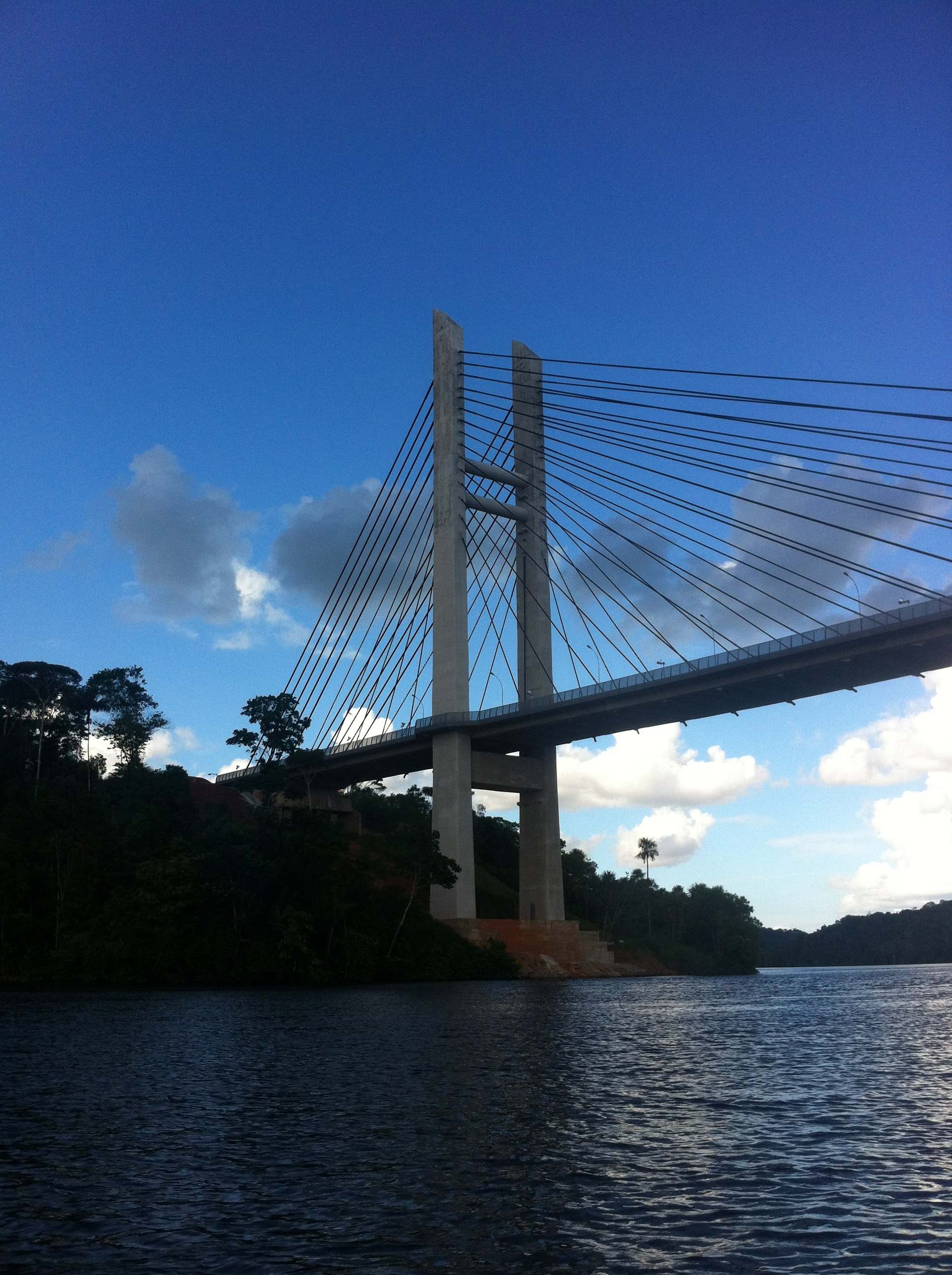
Le pont depuis l'Oyapock reliant Cayenne (Guyane) à Macapá (Brésil), achevé en 2010.

La coopération militaire bilatérale a connu des développements importants ces dernières années. Le 15 juillet 2005, le Brésil et la France signent plusieurs accords de coopération militaire dans des domaines tels que l'aviation et les technologies militaires de pointe,. Le 23 décembre 2008, le Brésil et la France établissent un partenariat stratégique formel. À partir de cette date, la France reconnaît la légitimité de la candidature brésilienne à un siège de membre permanent au Conseil de sécurité de l'ONU.
Les deux pays ont signé un pacte de défense majeur le 24 décembre 2008. À cette occasion le gouvernement brésilien achète 50 hélicoptères Eurocopter EC725 Caracal, un sous-marin nucléaire et quatre sous-marins de classe Scorpène pour un montant total estimé à 12 milliards de dollars. Le président brésilien Luiz Inácio Lula da Silva et français Nicolas Sarkozy ont signé le contrat de vente à Rio de Janeiro,. Tous ces contrats sont livrés avec un transfert de technologie important et offrent des perspectives de participation considérables pour l'industrie brésilienne. Les hélicoptères seront construits localement par la société brésilienne Helibras, en partenariat avec Eurocopter. Les quatre sous-marins de classe Scorpène seront également construits sur place, dans un nouveau chantier naval construit par Odebrecht et le groupe DCNS à Itaguaí dans l'État de Rio de Janeiro.
En septembre 2009, les deux pays ont annoncé une coentreprise entre Agrale et Renault Trucks pour produire des véhicules de transport militaires.

## Coopération scientifique et culturelle
Le Brésil est le partenaire d'Amérique du sud, et le plus important de la France dans les domaines culturel et scientifique. L'Alliance française a 74 établissements répartis dans 52 villes brésiliennes. Le Brésil pourrait à terme devenir membre de l'Organisation internationale de la francophonie. Les deux pays partagent également la particularité d'être les plus grands pays de culture chrétienne catholique sur leurs continents respectifs.
En mai 2025, La France et le Brésil ont signé un protocole d'accord sur la création d'un Centre Pompidou, dans l'État brésilien du Paraná dans le sud du Brésil, qui doit ouvrir ses portes fin 2027.